# Rynki wschodzące
Rynki wschodzące (z ang. emerging markets) – określenie używane w odniesieniu do niektórych regionów świata ze względu na ich charakterystyczne cechy rozwoju gospodarczego i aktywności rynków finansowych. W pojęciu tym mieszczą się wszystkie państwa, które znalazły się na drodze od gospodarki rozwijającej się do gospodarki rozwiniętej. Przykładowymi rynkami wschodzącymi są Chiny, Indie, Malezja czy kraje Europy Środkowo-Wschodniej. Kraje te z reguły cechują się szybkim wzrostem gospodarczym oraz dużym poziomem inwestycji (choć nie zawsze jest to regułą), dlatego też stają się atrakcyjnym miejscem do lokowania kapitału (szczególnie na rynkach papierów wartościowych, z których zazwyczaj można uzyskać wyższe stopy zwrotu, niż z giełd krajów wysoko rozwiniętych).
Określenie „rynki wschodzące” wymyślił w 1981 roku ekonomista Banku Światowego Antoine van Agtmael.

## Lista rynków wschodzących według MSCI
Według danych Morgan Stanley Capital International:
- Brazylia
- Chile
- Chiny
- Czechy
- Egipt
- Filipiny
- Indie
- Indonezja
- Izrael
- Kolumbia
- Korea Południowa
- Malezja
- Maroko
- Meksyk
- Peru
- Polska
- Tajwan
- Południowa Afryka
- Rosja
- Tajlandia
- Turcja
- Węgry

## Lista rynków wschodzących według FTSE
FTSE Group na podstawie dochodu narodowego i rozwoju infrastruktury rynkowej rozróżnia rynki wschodzące na zaawansowane i drugorzędne. Zaawansowane charakteryzuje wyższy średni dochód narodowy i zaawansowana infrastruktura, natomiast drugorzędne – wyższy średni, niższy średni albo niski dochód narodowy, solidna infrastruktura rynkowa i rozmiar. Do drugorzędnych zalicza się również te rynki, które normalnie określono by jako zaawansowane, gdyby nie słabiej rozwinięta infrastruktura rynkowa.

### Zaawansowane rynki wschodzące
- Brazylia
- Meksyk
- Tajwan
- Południowa Afryka
- Węgry

### Drugorzędne rynki wschodzące
- Argentyna
- Chile
- Chiny
- Czechy
- Egipt
- Filipiny
- Indie
- Indonezja
- Kolumbia
- Malezja
- Maroko
- Pakistan
- Peru
- Rosja
- Tajlandia
- Turcja

## Lista rynków wschodzących według BEM
Wielkimi Rynkami Wschodzącymi (Big Emerging Market, BEM) określa się następujące gospodarki:
- Brazylia
- Chiny
- Egipt
- Filipiny
- Indie
- Indonezja
- Korea Południowa
- Polska
- Południowa Afryka
- Rosja
- Turcja